# Divisió de Sahiwal
La divisió de Sahiwal és una entitat administrativa del Panjab (Pakistan), creada el novembre del 2008 quan es van restaurar les divisións abolides el 2000. La capital és Sahiwal. Està formada per tres districtes:
- Districte d'Okara
- Districte de Pakpattan
- Districte de Sahiwal